# Briouze
Briouze est une commune française située dans le département de l'Orne en région Normandie, peuplée de 1 511 habitants.

## Géographie
La commune est située dans le Bocage normand et est maintenant considérée comme la capitale du pays d'Houlme[réf. souhaitée]. Le site du marais du Grand Hazé est classé Natura 2000.

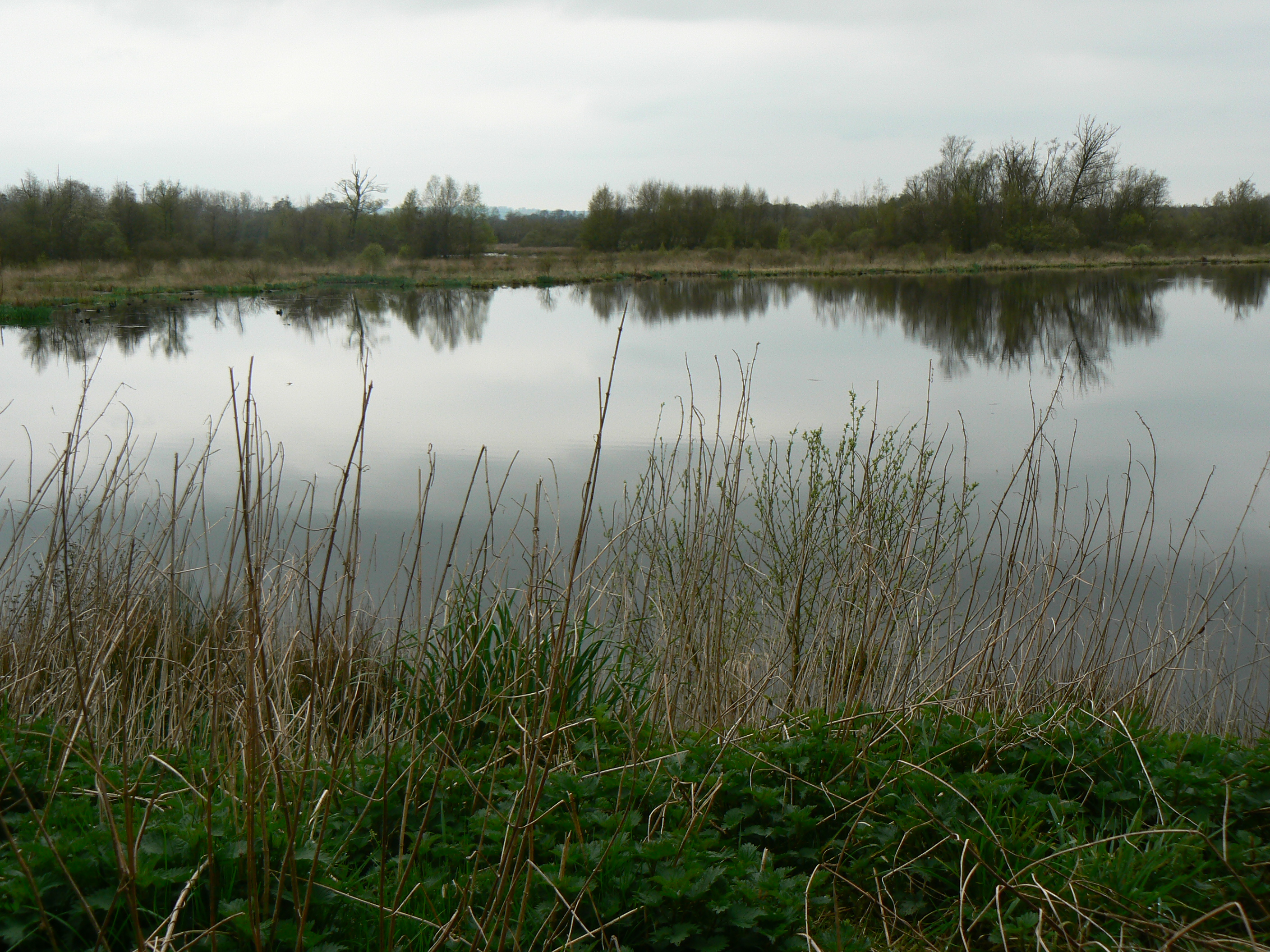
Le marais du Grand Hazé vu depuis le point d'observation ornithologique.

| Sainte-Opportune    | Craménil            | Saint-André-de-Briouze |
| Bellou-en-Houlme    | Briouze             | Pointel                |
| Le Ménil-de-Briouze | Le Ménil-de-Briouze | Pointel                |

### Hydrographie
La commune est située dans le bassin Seine-Normandie. Elle est drainée par la Rouvre, le Val du Breuil, le ruisseau d'Arthan, le ruisseau de la Prevostière, le ruisseau de la Source Philippe, le ruisseau des Roussières, le cours d'eau 01 de la Moderie, le cours d'eau 01 de la Saussaie, le cours d'eau 02 de la Moderie, le cours d'eau 03 des Loges, le fossé 01 de Cottainville, le fossé 01 des Joncherets, le fossé 01 du Beau-Sens, le ruisseau de la Haie, le ruisseau de Lange, le ruisseau de Maufy, le ruisseau du Grand Ros et un autre petit cours d'eau,.
La Rouvre, d'une longueur de 46 km, prend sa source dans la commune de Beauvain et se jette  dans l'Orne à Mesnil-Villement, après avoir traversé 17 communes. Les caractéristiques hydrologiques de la Rouvre sont données par la station hydrologique située sur la commune de Sainte-Gauburge-Sainte-Colombe. Le débit moyen mensuel est de 0,805 m3/s. Le débit moyen journalier maximum est de 9,01 m3/s, atteint lors de la crue du 17 janvier 1999. Le débit instantané maximal est quant à lui de 9,48 m3/s, atteint le 16 janvier 1999.
Le Val du Breuil, d'une longueur de 17 km, prend sa source dans la commune de Bellou-en-Houlme et se jette  dans la Rouvre en limite de la commune et de Pointel, face à Saint-André-de-Briouze, après avoir traversé quatre communes. 
Un plan d'eau complète le réseau hydrographique : le marais du Grand Hazé (3,79 ha),.

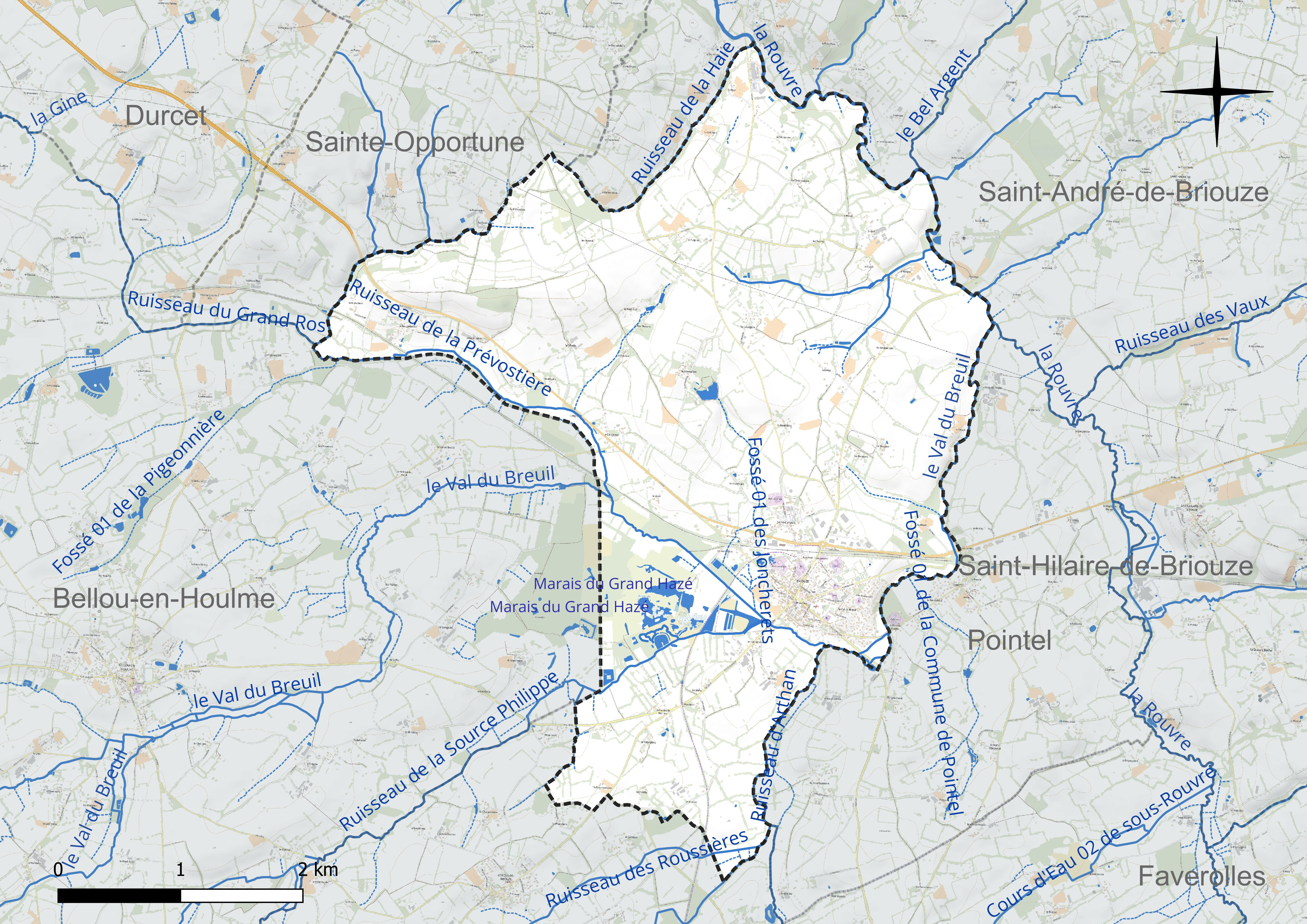
Réseau hydrographique de Briouze.

### Climat
Le climat qui caractérise la commune est qualifié, en 2010, de « climat océanique altéré », selon la typologie des climats de la France qui compte alors huit grands types de climats en métropole. En 2020, la commune ressort du même type de climat dans la classification établie par Météo-France, qui ne compte désormais, en première approche, que cinq grands types de climats en métropole. Il s’agit d’une zone de transition entre le climat océanique, le climat de montagne et le climat semi-continental. Les écarts de température entre hiver et été augmentent avec l'éloignement de la mer. La pluviométrie est plus faible qu'en bord de mer, sauf aux abords des reliefs.
Les paramètres climatiques qui ont permis d’établir la typologie de 2010 comportent six variables pour les températures et huit pour les précipitations, dont les valeurs correspondent à la normale 1971-2000. Les sept principales variables caractérisant la commune sont présentées dans l'encadré ci-après.
| Paramètres climatiques communaux sur la période 1971-2000 - Moyenne annuelle de température : 10 °C - Nombre de jours avec une température inférieure à −5 °C : 3,3 j - Nombre de jours avec une température supérieure à 30 °C : 2,2 j - Amplitude thermique annuelle : 13,5 °C - Cumuls annuels de précipitation : 866 mm - Nombre de jours de précipitation en janvier : 13 j - Nombre de jours de précipitation en juillet : 7,8 j |

Avec le changement climatique, ces variables ont évolué. Une étude réalisée en 2014 par la Direction générale de l'Énergie et du Climat complétée par des études régionales prévoit en effet que la  température moyenne devrait croître et la pluviométrie moyenne baisser, avec toutefois de fortes variations régionales. La station météorologique de Météo-France installée sur la commune et en service de 1974 à 2012 permet de connaître l'évolution des indicateurs météorologiques. Le tableau détaillé pour la période 1981-2010 est présenté ci-après.
| Mois                                  | jan.             | fév.             | mars            | avril         | mai             | juin            | jui.          | août           | sep.          | oct.          | nov.            | déc.          | année      |
| ------------------------------------- | ---------------- | ---------------- | --------------- | ------------- | --------------- | --------------- | ------------- | -------------- | ------------- | ------------- | --------------- | ------------- | ---------- |
| Température minimale moyenne (°C)     | 1,6              | 1,3              | 3,1             | 4,3           | 7,8             | 10,4            | 12,3          | 12             | 9,5           | 7,6           | 4,2             | 1,9           | 6,4        |
| Température moyenne (°C)              | 4,2              | 4,6              | 7,1             | 9,2           | 12,9            | 15,9            | 18            | 17,8           | 14,9          | 11,6          | 7,3             | 4,5           | 10,7       |
| Température maximale moyenne (°C)     | 6,8              | 7,9              | 11,2            | 14,1          | 18              | 21,3            | 23,6          | 23,6           | 20,3          | 15,5          | 10,4            | 7,2           | 15         |
| Record de froid (°C) date du record   | −23,5 08.01.1985 | −14,5 10.02.1986 | −9,5 03.03.1986 | −5,8 11.04.03 | −3,5 05.05.1979 | −0,2 01.06.06   | 3,5 01.07.11  | 1,2 28.08.1974 | −0,9 25.09.03 | −6 30.10.1997 | −8,5 30.11.1989 | −12 29.12.05  | −23,5 1985 |
| Record de chaleur (°C) date du record | 14,8 27.01.03    | 18,8 14.02.1998  | 23 19.03.05     | 28,2 30.04.05 | 30,8 27.05.05   | 35,8 25.06.1976 | 36 01.07.1976 | 39 10.08.03    | 32,8 04.09.05 | 29,2 02.10.11 | 19,5 02.11.1982 | 15,5 07.12.00 | 39 2003    |
| Précipitations (mm)                   | 101,1            | 72,6             | 74,5            | 60,5          | 72,3            | 53,4            | 60,3          | 48,1           | 70,5          | 94,6          | 91,9            | 105,9         | 905,7      |

## Urbanisme

### Typologie
Au 1er janvier 2024, Briouze est catégorisée bourg rural, selon la nouvelle grille communale de densité à sept niveaux définie par l'Insee en 2022.
Elle est située hors unité urbaine et hors attraction des villes,.

### Occupation des sols
L'occupation des sols de la commune, telle qu'elle ressort de la base de données européenne d’occupation biophysique des sols Corine Land Cover (CLC), est marquée par l'importance des territoires agricoles (88,8 % en 2018), en diminution par rapport à 1990 (90,3 %).
La répartition détaillée en 2018 est la suivante : prairies (54,6 %), terres arables (28,8 %), zones urbanisées (7,4 %), zones agricoles hétérogènes (5,3 %), zones humides intérieures (3,2 %), forêts (0,7 %).
L'évolution de l’occupation des sols de la commune et de ses infrastructures peut être observée sur les différentes représentations cartographiques du territoire : la carte de Cassini (XVIIIe siècle), la carte d'état-major (1820-1866) et les cartes ou photos aériennes de l'IGN pour la période actuelle (1950 à aujourd'hui).

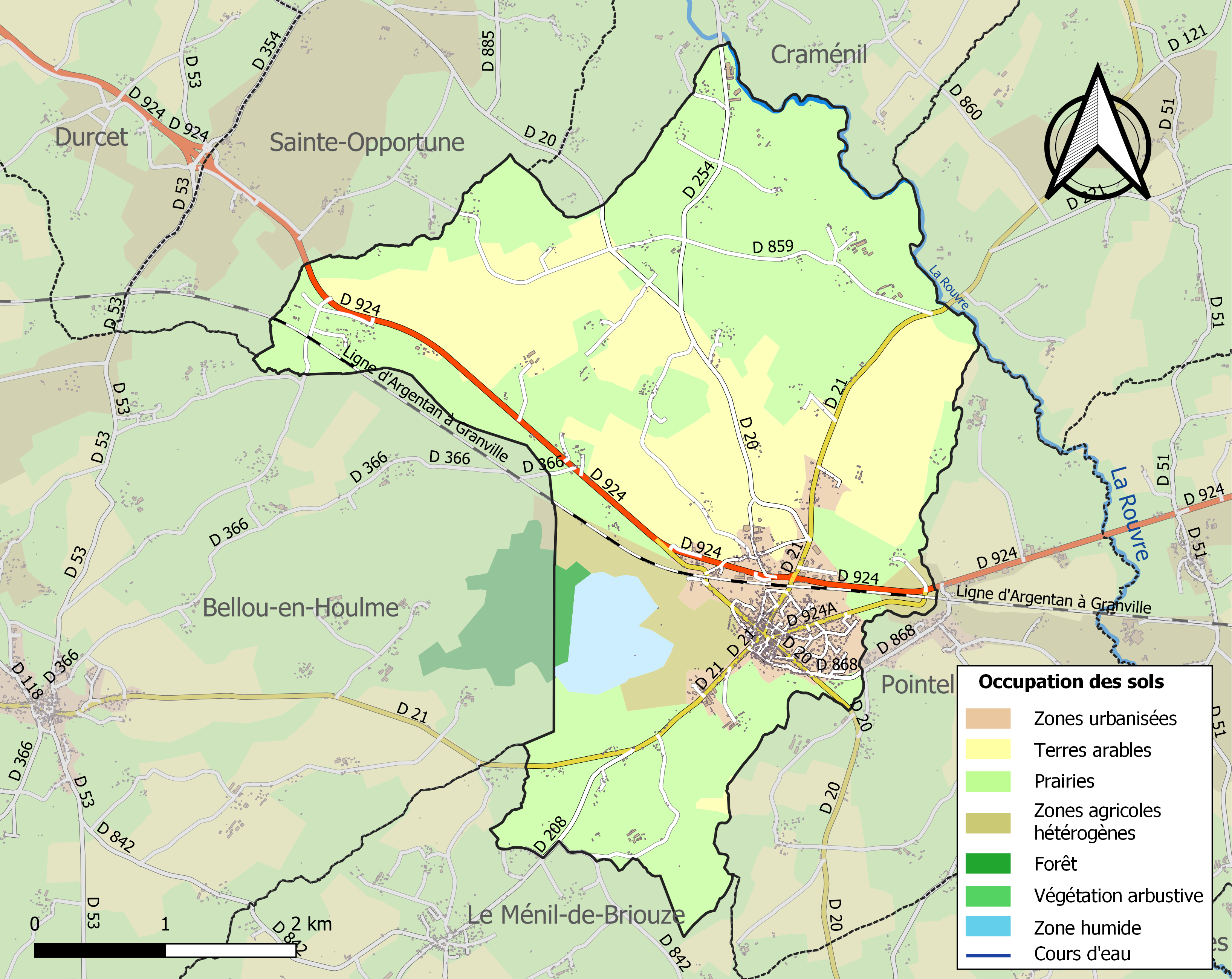
Carte des infrastructures et de l'occupation des sols de la commune en 2018 (CLC).

## Toponymie
Le nom de la localité est attesté sous les formes Braiosa, Braosia, Brausia aux XIe et XIIe siècles,,, ou encore Breouze vers 1300.
Il s'agit d’une formation toponymique médiévale, Briouze représentant vraisemblablement le terme dialectal braioux (comprendre braious) > brioux (brious) « boueux » au féminin, correspondant à l'ancien français broieux de même sens. Braious est issu du bas latin bracosus « boueux »,. Le radical Brai- procède du gaulois *bracu, qui a donné l'ancien français bray, brai « boue » > « terrain humide », cf. Bray (Eure) et pays de Bray normand.
Remarque : le suffixe -osus / -osa a régulièrement évolué en -ous (-oux cf. anglais -ous) / -ouse dans la partie ouest de la France, alors qu'en français standard -eux / -euse, rencontré plus au nord, s'est imposé. cf. la Boulouze (Manche, Boelosa 1144) « lieu planté de bouleaux » (ancien français boul « bouleau ».
Le gentilé est Briouzains.

## Histoire

### Moyen Âge
Le baron Renaud de Briouze est mentionné dans une charte de l'abbaye de Saint-Julien de Tours en 1083.
En 1080, Guillaume de Briouze, père de Philippe de Briouze, fait promesse du don à l’abbaye Saint-Florent de Saumur ; des églises, dîmes et loyers des églises de St Pierre de Sela (Sele en Angleterre) et St Nicolas de Brenla (Brembre en Angleterre). Ces dons complètent leurs biens du prieuré de Saint-Gervais et Saint-Protais dont dépendait déjà la chapelle du château de Briouze. Une chapelle du XIe siècle, vestige de l'ancienne église du prieuré subsiste toujours.
En 1096, Philippe de Briouze accompagne en croisade Robert Courteheuse, duc de Normandie. De retour de croisade, en présence de sa femme Ainor et de son fils Guillaume, il confirme à l'abbaye de Saint-Florent les dons de son père.
Vers 1150, Guillaume de Briouze donne aux moines le droit d'élire et d'installer le prêtre de l'église de Sainte-Marie d'Écouché.
En 1202, lors de la guerre entre le roi de France et le roi d'Angleterre, Guillaume de Briouze fait prisonnier Arthur, duc de Bretagne.
En 1205, à l'issue de la conquête de la Normandie par le roi Philippe-Auguste et son rattachement au royaume de France, Briouze devient une baronnie royale. Le baron de Briouze opposé à Philippe-Auguste, abandonne sa baronnie et part rejoindre Jean sans Terre en Angleterre, où il possède des biens plus importants. Le roi de France devient alors le seigneur Briouze.
En 1222 puis 1231, sous Henri III d'Angleterre, un certain Reginald, puis Guillaume de Briouze luttent contre les Gallois autour de Montgomery.
En 1307, le roi Philippe le Bel donne la baronnie de Briouze et la terre de Bellou, à son maréchal Foucault du Merle/Mesle (ou Jehan de Merle) descendant de Fouques de Merle. Le baron de Briouze est mentionné comme usager des bois royaux pour réparation de sa motte castrale (il y en aurait eu deux) .
En 1362, les grandes compagnies sont chassées par Duguesclin à la suite de leur défaite de Briouze.
En 1401, pendant la guerre de Cent Ans, Jean du Merle rend aveu au roi d’Angleterre. En 1433 le roi d'Angleterre possède les seigneuries de Briouze et de Bellou.

### Temps modernes
En 1540-1581, le chevalier Pierre de Harcourt est baron de Briouze, Rannes et Asnebec.
En 1563, François d'Orglandes est baron de Briouze. On trouve ensuite Antoine d'Orglandes, comme baron de Briouze et seigneur de Saint-Martin-le-Hébert, qui épousa le 9 mars 1593, Marthe du Saussay, fille de Léobin du Saussay, seigneur de Barneville et de Guillemette Le Sens.
Un Jacques d'Orglandes, époux de Louise-Isabelle de Garaby († 1656), est chevalier et baron de Briouze (cf. plaque funéraire de Louise-Isabelle de Garaby, dans l'église paroissiale Saint-Georges d'Étienville inscrite au titre objet aux monuments historiques.
Il existe aussi sur le territoire de la commune un château du début du XVIIe siècle détruit pendant la période révolutionnaire dont il reste un bâtiment situé route de Bellou-en-Houlme.

### Époque contemporaine
Fin des années 1950, un incendie a lieu dans les tourbières du marais de Briouze.

## Politique et administration

### Administration municipale
| Période                                  | Période   | Identité           | Étiquette | Qualité                   |
| ---------------------------------------- | --------- | ------------------ | --------- | ------------------------- |
| 1977                                     | 1989      | Jenny Corbeau      | UDF       |                           |
| 1989                                     | mars 2001 | André Villain      | SE        |                           |
| mars 2001                                | mai 2020  | Jean-Pierre Salles | DVD       | Conseiller général        |
| mai 2020                                 | En cours  | Jacques Fortis     | SE        | Artisan chef d’entreprise |
| Les données manquantes sont à compléter. |           |                    |           |                           |

Le conseil municipal est composé de dix-neuf membres dont le maire et quatre adjoints.

### Jumelages
- Salzdahlum (Allemagne) depuis 1964.

## Équipements et services publics

### Enseignements
- Collège du Houlme (public).
- Collège Notre-Dame (privé). Ce collège a fermé ses portes à l'été 2022[62].
- Primaire Saint-Louis (privé).
- Primaire de la Gare (public) devenue primaire publique du Grand-Hazé.
- Maternelle du Val-du-Breuil (public).
- Maternelle Notre-Dame (privé).

## Population et société

### Démographie
L'évolution du nombre d'habitants est connue à travers les recensements de la population effectués dans la commune depuis 1793. Pour les communes de moins de 10 000 habitants, une enquête de recensement portant sur toute la population est réalisée tous les cinq ans, les populations de référence des années intermédiaires étant quant à elles estimées par interpolation ou extrapolation. Pour la commune, le premier recensement exhaustif entrant dans le cadre du nouveau dispositif a été réalisé en 2004.
En 2022, la commune comptait 1 511 habitants, en évolution de −2,52 % par rapport à 2016 (Orne : −3,21 %, France hors Mayotte : +2,11 %).
Briouze a compté jusqu'à 1 875 habitants en 1861.
| 1793  | 1800 | 1806  | 1821  | 1836  | 1841  | 1846  | 1851  | 1856  |
| ----- | ---- | ----- | ----- | ----- | ----- | ----- | ----- | ----- |
| 1 158 | 940  | 1 391 | 1 375 | 1 602 | 1 568 | 1 770 | 1 869 | 1 764 |

| 1861  | 1866  | 1872  | 1876  | 1881  | 1886  | 1891  | 1896  | 1901  |
| ----- | ----- | ----- | ----- | ----- | ----- | ----- | ----- | ----- |
| 1 875 | 1 848 | 1 677 | 1 691 | 1 684 | 1 689 | 1 669 | 1 644 | 1 648 |

| 1906  | 1911  | 1921  | 1926  | 1931  | 1936  | 1946  | 1954  | 1962  |
| ----- | ----- | ----- | ----- | ----- | ----- | ----- | ----- | ----- |
| 1 591 | 1 624 | 1 536 | 1 505 | 1 591 | 1 524 | 1 518 | 1 521 | 1 518 |

| 1968  | 1975  | 1982  | 1990  | 1999  | 2004  | 2006  | 2009  | 2014  |
| ----- | ----- | ----- | ----- | ----- | ----- | ----- | ----- | ----- |
| 1 685 | 1 703 | 1 690 | 1 658 | 1 620 | 1 599 | 1 600 | 1 599 | 1 541 |

| 2019  | 2022  | - | - | - | - | - | - | - |
| ----- | ----- | - | - | - | - | - | - | - |
| 1 517 | 1 511 | - | - | - | - | - | - | - |

### Manifestations culturelles et festivités
- Foire Sainte-Catherine.
- Foire des Rogations.
- Festival Art Sonic.
- Festiv'art.
- Fête de la musique.

### Sports et loisirs
L'Olympique Club Briouzain fondé en 1956 est un club multi-sport constitué de neuf disciplines sportives (gymnastique, tennis de table, badminton, judo, pétanque, basket, football, cyclo-VTT et tennis).
Il y fait évoluer deux équipes de football en divisions de district.
Le club de tennis fait évoluer une équipe féminine au plus haut niveau départemental ainsi qu'une équipe masculine, au niveau pré-régional.
Les clubs briouzains se distinguent par leur féminisation plus importante que la moyenne nationale ainsi que par le dynamisme de ceux-ci, qui permettent à la commune de proposer une grande variété d'activités sportives.

## Culture locale et patrimoine

### Lieux et monuments
- Chapelle Saint-Gervais, romane, du XIe siècle : vestiges d'une ancienne église priorale dépendant de l'abbaye Saint-Florent de Saumur[68] raccourcie au XIXe siècle, à la suite d'un effondrement d'une partie de la nef. Ce qui subsiste n'est que l'absidiole, avec remise en place de la façade. Bâtie en granit, elle a des éléments de calcaire sur le chevet et des éléments sculptés en façade, presque totalement érodés. L'édifice fait l'objet d'une inscription au titre des monuments historiques depuis le 24 mars 1975[69].
- Église paroissiale de 1870.
- Église  de l'institut Notre-Dame, du XIXe siècle. Elle abrite une Vierge à l'Enfant classée au titre objet[70].
- Restes d'un manoir du XVe siècle[71].
- Vestiges d'une motte féodale au Plessis-de-Briouze[72].
- La gare de Briouze.
- Voie verte Vélobocage aménagée en 2022 à l'emplacement de l'ancienne voie ferrée Briouze-Bagnoles-de-l'Orne-Couterne fermée en 1992[73].

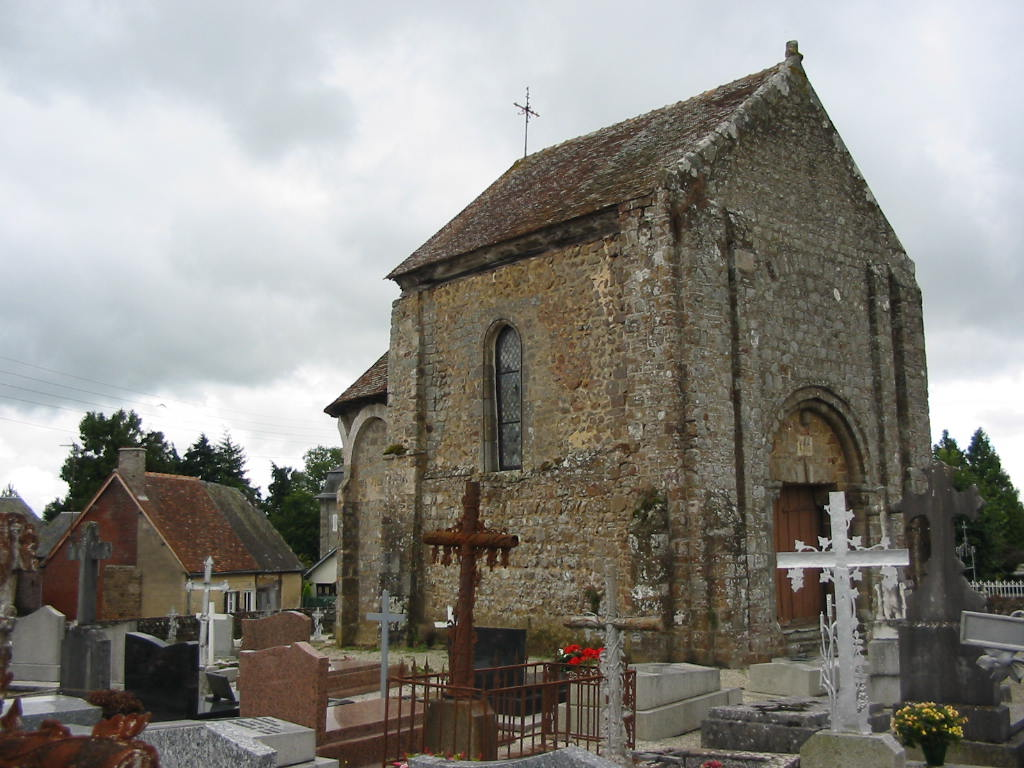
La chapelle Saint-Gervais.
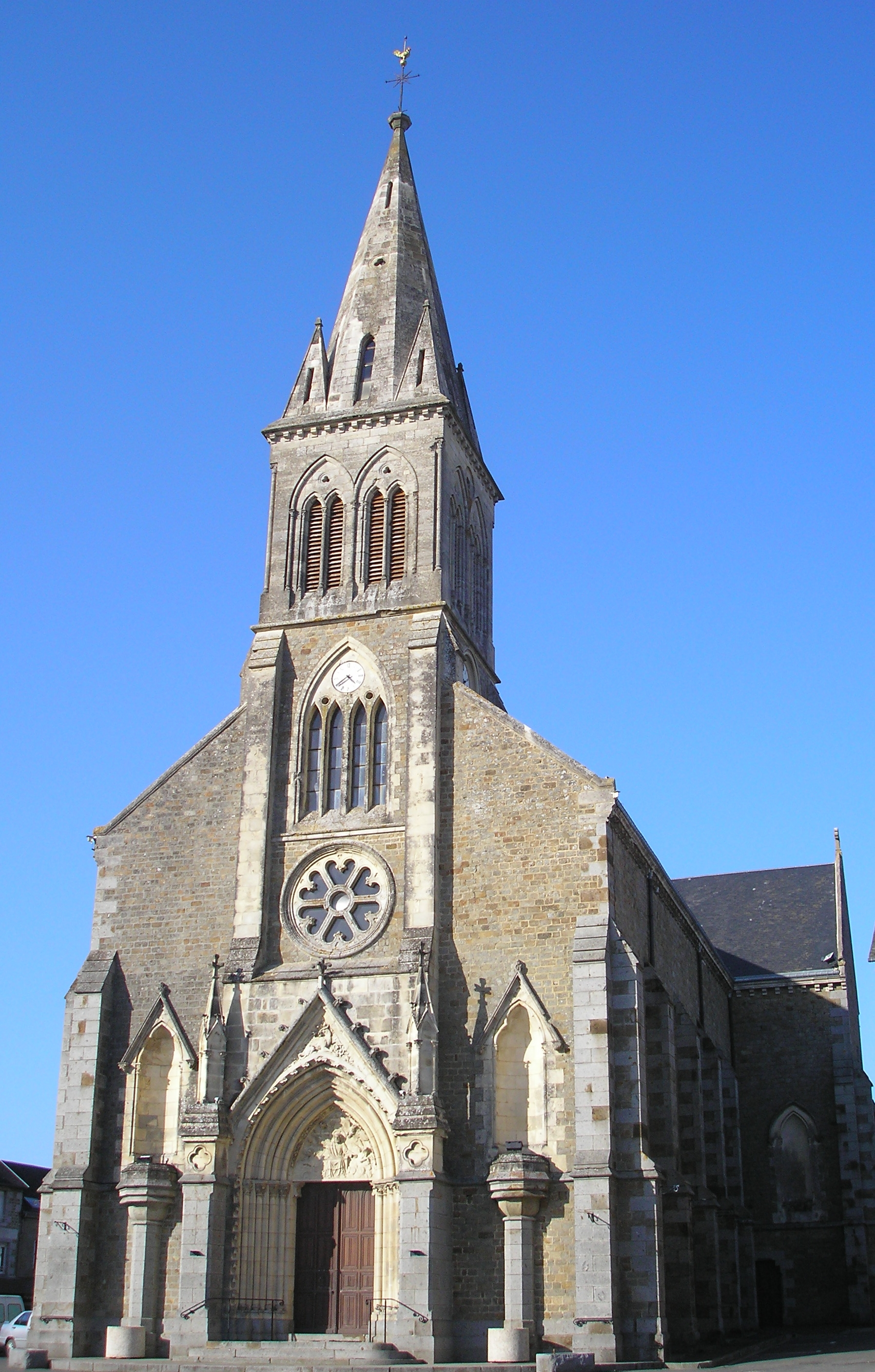
L'église paroissiale.
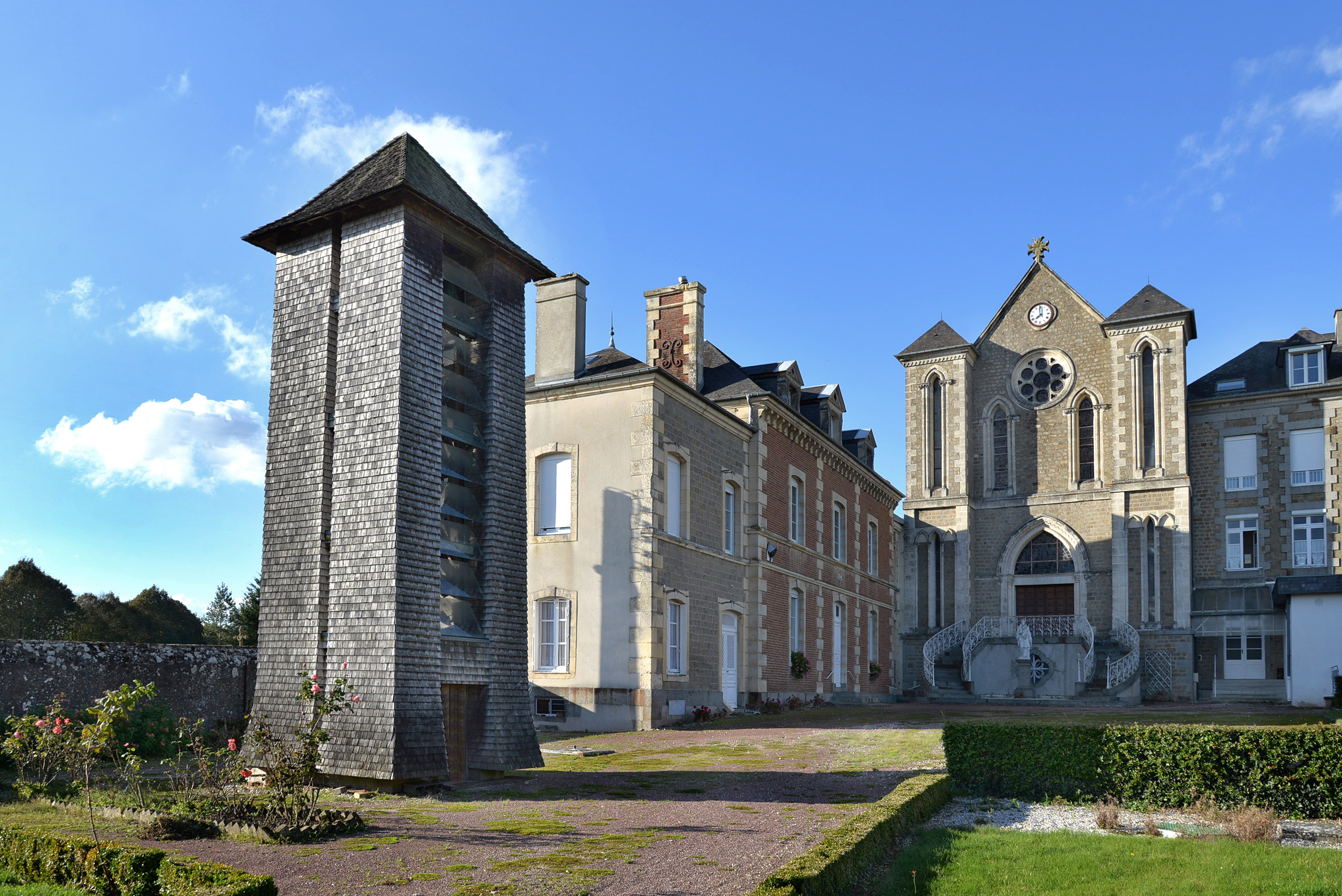
La chapelle de l’Institut Notre-Dame.
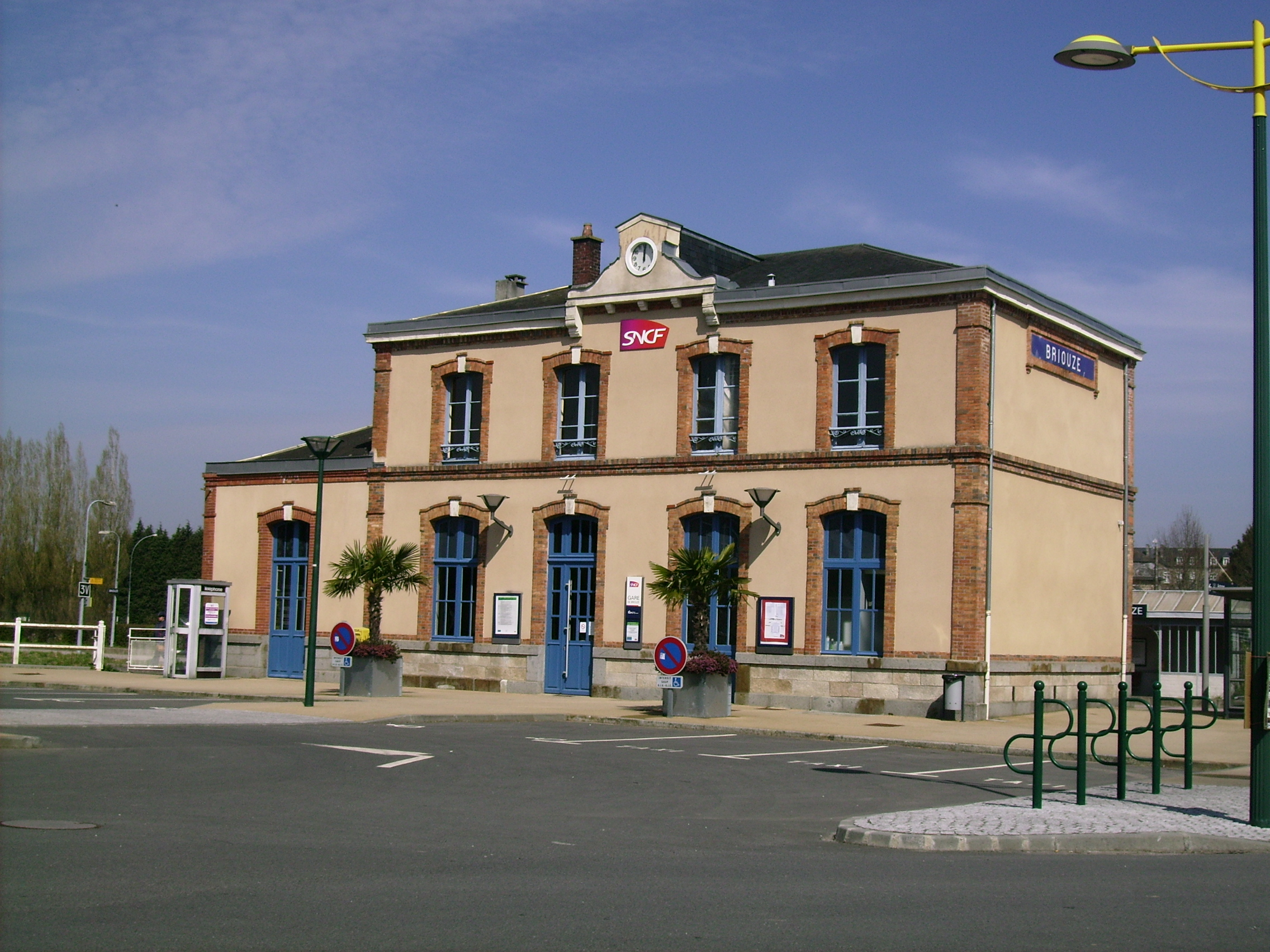
La gare.
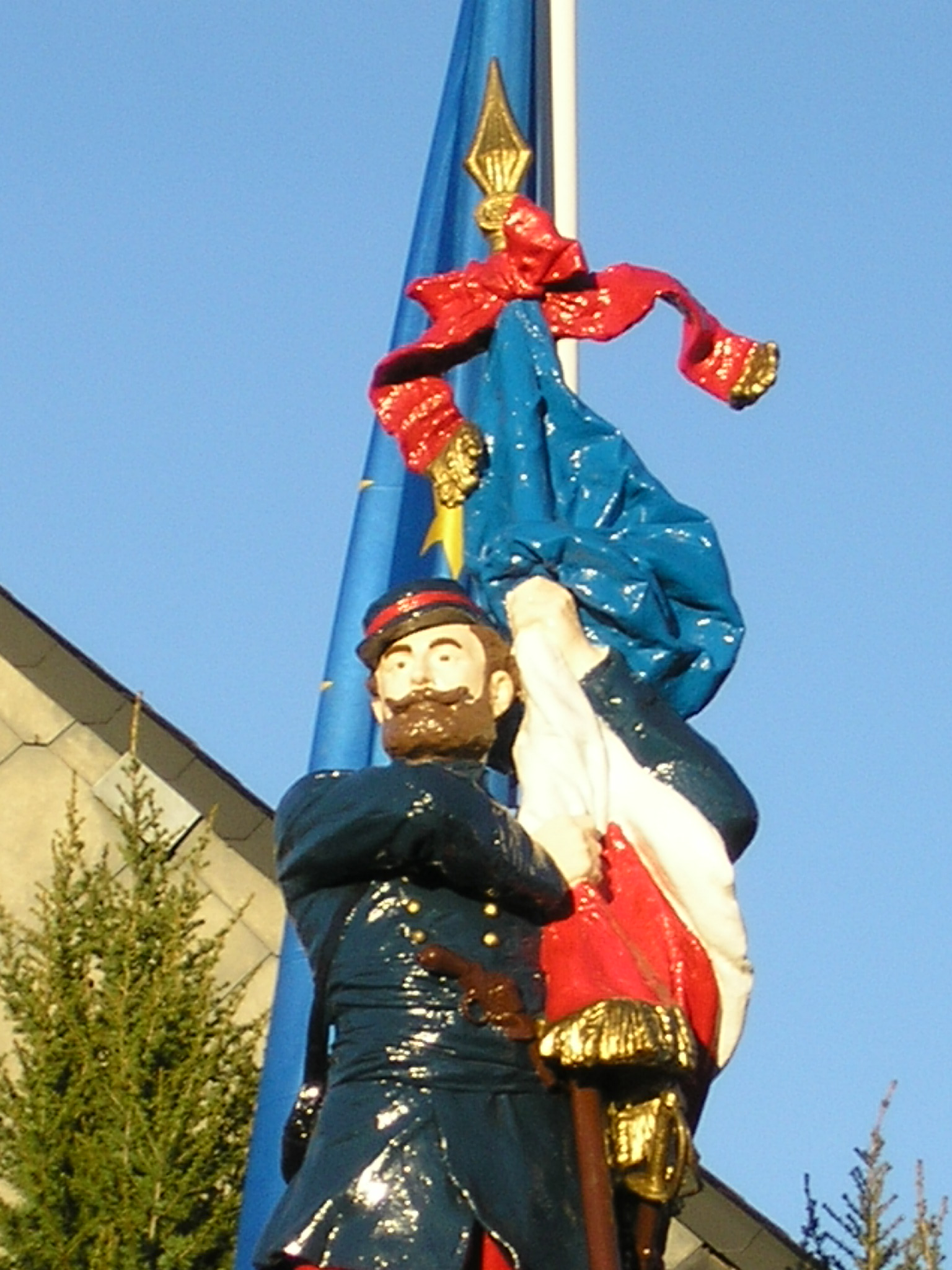
Le monument aux morts.

### La légende du marais de Briouze
La légende raconte qu'un soir de Noël, de pauvres hères tentèrent de trouver refuge dans la commune auprès de moines. Ces derniers ne faisant pas preuve de charité chrétienne, une malédiction fut jetée sur cette petite commune. En guise de punition divine, un orage éclata, et il plut tant et si bien que le monastère fut dit-on enfoui dans le marais. Les anciens racontent que les nuits d'orage on entend encore dans ces lieux les cloches de ce monastère perdu…
La légende a sans doute comme fond de vérité un accident géologique du genre glissement de terrain.

### Personnalités liées à la commune
- La famille de Briouze dont le primogéniteur est Guillaume de Briouze (en), 1049 à Briouze - 1093/1096), compagnon de Guillaume le Bâtard en 1066 lors de la conquête normande de l'Angleterre, et qui aurait fait construire un prieuré dans son village natal (la chapelle ?)[réf. nécessaire].
- Alexandre Bisson (Briouze, 1848 - 1912), dramaturge et librettiste.
- Hubert Bassot (1932 - Briouze, 1995), homme politique, député.
- Louis Guillouard (Briouze, 1845 - 1925), avocat et professeur à l'université de Caen.

### Héraldique
| Blason de Briouze | Blason  | D'azur à la foi d'or surmontée d'un oiseau d'argent sur des ondes alésées de sable d'où sort une touffe de roseaux aussi d'argent, à la bordure du même chargée de six losanges de gueules ordonnées 3, 2 et 1 et de huit mouchetures d'hermine de sable ordonnées 2, 2, 2 et 2. |
| Blason de Briouze | Détails | |